# 3996 Fugaku
3996 Fugaku је астероид главног астероидног појаса чија средња удаљеност од Сунца износи 2,259 астрономских јединица (АЈ).
Апсолутна магнитуда астероида је 13,0.